# Zeger Jacob van Helmont
Zeger Jacob van Helmont, noto anche come Jacob van Helmont o Zeger Jacob van Hellemont (Anversa, 1683 – Bruxelles, 1726), è stato un pittore fiammingo.
Imparata l'arte della pittura presso la bottega di suo padre ad Anversa, trascorse gran parte della sua carriera attiva a Bruxelles dove lavorò per chiese locali e fu cartoniere per arazzieri.

## Biografia
Zeger Jacob van Helmont nacque ad Anversa, figlio del pittore storico e ritrattista Jan van Helmont e di sua moglie Isabella le Rousseau. Con suo padre imparò l'arte della pittura ma non si iscrisse alla locale Gilda di San Luca, preferendo invece dal 1711 trasferirsi a Bruxelles, capitale dei Paesi Bassi spagnoli e sede della corte locale. Fu a Bruxelles che egli entrò nella Gilda di San Luca per trovare un pronto mercato alle proprie opere.
Come conseguenza del Bombardamento di Bruxelles del 1695 ad opera dei francesi, molte chiese, gilde e edifici pubblici vennero pesantemente danneggiati e diversi pittori, tra cui lui, vennero incaricati di rimpiazzare i dipinti andati distrutti nel corso dell'attacco. Van Helmont ottenne così molte commissioni. Egli trovò degli impieghi anche nella realizzazione di cartoni per le locali tappezzerie.
Morì a Bruxelles.

## Opere

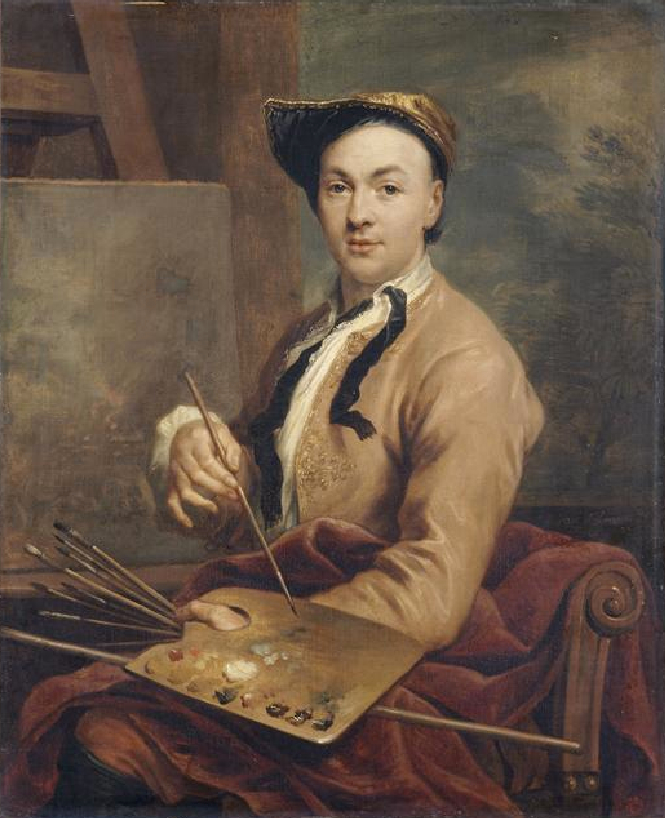
Ritratto di Jacques Ignatius de Roore

Van Helmont è noto principalmente per i dipinti realizzati per la tessitura con scene di allegorie storiche, composizioni religiose e ritratti di stile classicista. Realizzò anche molti ritratti, che vennero poi riportati in incisioni da altri grandi artisti come nel caso del Ritratto di Bruno van der Dussen, reggente di Gouda, che venne riporodotto da Bernard Picart. Realizzò anche un ritratto dell'amico pittore Jacques Ignatius de Roore (1712, Musée des beaux-arts de Valenciennes).
Eseguì molte tele a tema religioso per diverse chiese di Bruxelles.
Van Helmont realizzò dei cartoni per tappezzerie di Bruxelles ed in particolare per la bottega dei fratelli Leyniers che gli ordinò una serie di cartoni per le Metamorfosi di Ovidio che van Helmont derivò in gran parte da opere simili del pittore francese Charles de La Fosse. Realizzò anche una serie di vedute di vita campestre col pittore paesaggista Augustin Coppens.